# Старосенюткин
Старосенюткин — хутор в Серафимовичском районе Волгоградской области. 
Входит в состав Пронинского сельского поселения.

## География

### Улицы
- ул. Дальняя
- ул. Запрудная
- ул. Заречная
- ул. Подгорная
- ул. Центральная
- пер. Параллельный

## Население
| 2010 |
| ---- |
| 82   |